# Prignac-en-Médoc
Prignac-en-Médoc is een plaats en voormalige gemeente in het Franse departement Gironde (regio Nouvelle-Aquitaine) en telt 162 inwoners (1999). De plaats maakt deel uit van het arrondissement Lesparre-Médoc. Prignac-en-Médoc is op 1 januari 2019 gefuseerd met de gemeente Blaignan tot de gemeente Blaignan-Prignac. 

## Geografie
De oppervlakte van Prignac-en-Médoc bedraagt 7,3 km², de bevolkingsdichtheid is 22,2 inwoners per km².
De onderstaande kaart toont de ligging van Prignac-en-Médoc met de belangrijkste infrastructuur en aangrenzende gemeenten.

## Demografie
Onderstaande figuur toont het verloop van het inwonertal.